# Geomyza majuscula
Geomyza majuscula är en tvåvingeart som först beskrevs av Friedrich Hermann Loew 1864.  Geomyza majuscula ingår i släktet Geomyza och familjen gräsflugor. Arten är reproducerande i Sverige. Inga underarter finns listade i Catalogue of Life.